# الاتصالات السلكية واللاسلكية في منغوليا
تواجه الاتصالات السلكية واللاسلكية في منغوليا  تحديات فريدة من نوعها. وبما أنها أقل البلدان كثافة سكانية في العالم، حيث يعيش جزء كبير من السكان نمط حياة بدوي، فقد كان من الصعب على العديد من شركات تكنولوجيا المعلومات والاتصالات التقليدية أن تحرز تقدما في المجتمع المنغولي.  ومع تجمع ما يقرب من نصف السكان في الاصمة أولان باتور، تنتشر معظم تكنولوجيات الخطوط الأرضية هناك. وقد حققت التكنولوجيات اللاسلكية نجاحا أكبر في المناطق الريفية.
الهواتف المحمولة شائعة، مع وصول شبكات الجيل الرابع إلى جميع عواصم المقاطعات.الحلقة المحلية اللاسلكية هي تكنولوجيا أخرى ساعدت منغوليا على زيادة إمكانية الوصول إلى الاتصالات السلكية واللاسلكية وتجاوز البنية التحتية للخطوط الثابتة.
بالنسبة للإنترنت، تعتمد منغوليا على اتصالات الألياف البصرية  مع جيرانها الصينيين والروس.
وفي عام 2005، تحول مقدم خدمات الإذاعة والتلفزيون الذي تديره الدولة في منغوليا إلى مقدم خدمات عامة. كما تتوفر محطات إذاعية وتلفزيونية خاصة، وقنوات فضائية متعددة، ومزودي تلفزيون الكابل.

## البنية التحتية للاتصالات
وتتحسن شبكة الاتصالات السلكية واللاسلكية مع توفر الاتصال المباشر الدولي في العديد من المجالات. وقد تم تركيب شبكة من الألياف البصرية تعمل على تحسين خدمات النطاق العريض والاتصالات بين المراكز الحضرية الكبرى مع شركات متعددة تقدم خدمات كابلات الألياف البصرية بين المدن.
7 محطة أرضية ساتلية: إنترسبوتنك  (منطقة المحيط الهندي)،  إنتلسات،  آسياسات-1.
البرية الدولية: نظام أوروبا وروسيا ومنغوليا والصين (ERMC)  للكابلات.

## الهواتف
- 385,000 خط ثابت قيد الاستخدام، المرتبة 102 في العالم (تقديرات 2019).
- 4.3 مليون خط خلوي متنقل قيد الاستخدام، المرتبة 127 في العالم (تقديرات 2019).

رمز الطلب الدولي: +976.
وهناك شركتان للهواتف الأرضية في منغوليا: شركة منغوليا للاتصالات  وهيئة السكك الحديدية المنغولية. شركة الاتصالات المتنقلة هي مشروع مشترك مع شركة كوريا للاتصالات وممتلكة جزئيا للقطاع العام. تقوم شركة MTC بتأجير خطوط الألياف البصرية من هيئة السكك الحديدية المنغولية وتتصل بجميع  المناطق والسومات. عدد الهواتف الثابتة في منغوليا بدا في الانخفاض ببطء. غالبية المشتركين في MTC في أولان باتور.
تحظى الهواتف المحمولة بشعبية كبيرة في المدينة وكذلك في الريف مع 1.5 مليون مستخدم اجتماعي نشط للجوال في يناير 2017.  وخاصة في الريف، تفضل الحكومة تركيب محطات قاعدة الهاتف الخليوي على وضع الخطوط الأرضية، حيث أن محطات قاعدة الهاتف الخليوي أسهل في التركيب. أعلنت هيئة الاتصالات المنغولية خطة لربط جميع  مراكز الأرقام  وعدد من المستوطنات الأخرى بخدمات الهاتف الخليوي.  منذ عام 2012، تغطي خدمات الجيل الثالث البلاد. وكانت المشكلة الأكبر لاستخدام الهاتف في المناطق الريفية من البلاد سوء الاستقبال في بعض المناطق للحصول على إشارة المحمول المطلوبة يجب التسلق على أعلى قمة جبل في الحي أو على قمة الحصان على بعض التلال.  ولكن مع خطة لجنة تنظيم الاتصالات في منغوليا التي ستسمح بإدخال تقنيات الإنترنت المتنقلة الجيل الرابع على مستوى البلاد من خلال الموافقة على تراخيص استخدام الطيف الراديوي لخدمة 4G LTE لشركة  Mobicom،  Unitel،  Skytel وفقا لاجتماع اللجنة الأول في عام 2016 يجب حل هذه المشكلة. كما سيساعد الآباء الذين تعد الهواتف المحمولة الطريقة الوحيدة للبقاء على اتصال مع أطفالهم الملتحقين بالمدارس الداخلية في المدن.
شركات الاتصالات المتنقلة
- يونتيل (GSM) - مجموعة تكنولوجيا المعلومات والاتصالات رقم 1 في منغوليا التي تمتلك أول شبكة 3G / 4G على مستوى البلاد.
- جي موبيل (CDMA) - تأسست عام 2007، وهي تركز على التنمية في المناطق الريفية
- شركة موبيكوم (GSM) - أول مشغل للهاتف المحمول. [2]
- سكايتل (CDMA) [2]

مستخدمي الهاتف المحمول: يونتيل: 1,500,000 موبيكوم:1,050,000سكايتل:255,000 جي موبيل: 175,000 .

### الحلقة المحلية اللاسلكية (WLL)
من أجل التغلب على القضايا المتعلقة المسافة وعدم وجود البنية التحتية التقليدية في مجال الاتصالات السلكية واللاسلكية منغوليا قد استخدمت حلقة لاسلكية المحلية  (WLL) التكنولوجيا. وهو يوفر خدمة الهاتف تشبه تلك التي من الخطوط الأرضية، ولكن يستخدم تكنولوجيا مماثلة للهواتف النقالة. يوجد حاليا خمسة مزودين مرخصين ل WLL ، على الرغم من أنه يبدو أن هناك ثلاث شركات تقدم الخدمة فعليا.
مقدمي الحلقة المحلية اللاسلكية
- شركة الاتصالات المنغولية: مشروع WLL مشروع مشترك مع شركة إل جي للإلكترونيات في كوريا الجنوبية، 8768 مستخدما، يغطي دارخان، أردنيت، ناليخ، تشويبالسان، وأولان باتور. كما يوفر تغطية 450 ميغاهرتز في المناطق التالية: اورخون، دارخان أول، دورنود، اركاخانكي، بيان أولجي، بولغان، هوفد، هوفسغول، زافخان، واوفس.
- موبيكوم: تغطي أولان باتور والمناطق القريبة من المدينة، 13400 مستخدم.
- سكايتل: يغطي أولان باتور ومنغوليا الريفية (منطقة غير محددة)، ولها 22,000 المستخدمين.

## الراديو
اعتبارا من عام 2008، أكثر من 100 محطة إذاعية، بما في ذلك حوالي 20 عن طريق مكررات للإذاعة العامة، فضلا عن البث من قبل العديد من المذيعين الدوليين كانت متاحة. في عام 1997، كان هناك 360,000 جهاز راديو.
اولان باتور لديها 20 محطات FM, بما في ذلك محطات الإذاعة الأجنبية  بي بي سي الخدمة العالمية،  VOA, والراديو المنغولي الداخلي. في البلد كله هناك 5 محطات البث على الموجات الطويلة، وأقوى في أولان باتور مع 1000 KW

## التلفاز
بدأ البث التلفزيوني المنغولي في 27 سبتمبر 1967 مع بداية التلفزيون الوطني المنغولي.
- أجهزة التلفاز: 118,000 (1997)

### موفروي خدمة التلفاز
المحطات
- هيئة الإذاعة الوطنية المنغولية، القناة التلفزيونية الرسمية التي تمولها الدولة في منغوليا.
- C1
- القناة 25
- تلفزيون النسر
- التلفزيون التعليمي الترفيهي (Боловсрол суваг)
- ETV
- تلفزيون مونغول، أول تلفزيون عالي الدقة، تلفزيون مونغول الجديد
- NTV
- SBN
- TM
- TV5
- TV8
- TV9
- نظام البث في أولان باتور (UBS)

الأقمار الصناعية
DDishTV تبث القنوات المنغولية الرئيسية وبعض القنوات الدولية في جميع أنحاء منغوليا وغيرها من البلدان الآسيوية عبر القمر الصناعي كو باند. من الضروري لاستخدام هذه الخدمة ان يكون لديك طبق وصندوق خاص.
الكيبل
- DDishTV LLC
- Khiimori CaTV - حصان الرياح
- MNBC CaTV
- نيو أورانج كاي تي في
- Sansar CaTV - الفضاء
- Suljee CaTV - الشبكة
- SuperVision CaTV
- تالست ك تي في

تلفزيون بروتوكول الإنترنت (IPTV)
- Univision IPTV
- سكاي ميديا IPTV

## الإنترنت
تاسس الإنترنت في منغوليا عام 1995، و بدأ في إحداث تأثير كبير، مع تمكن 68.1٪ من السكان الوصول إليه في عام 2020. منغوليا لديها أكثر كثافة سكانية موزعة في العالم، وهو ما يشكل عائقا خطيرا أمام نشر الإنترنت في جميع أنحاء البلاد. في حين أن معظم أنحاء البلاد لا تزال رعوية مع سكان الريف الذين يعتمدون على الرعي والزراعة، فإن الوصول إلى الإنترنت متاح على نطاق واسع لسكان المناطق الحضرية.  كان هناك نمو ثابت في الافبال على الصحف الرقمية والمجلات والإعلانات على الإنترنت. وكان ضعف الوصول إلى الإنترنت في الريف سببا وراء تعيين الريف المنغولي كمنطقة للتخلص من السموم الرقمية للسياح.
- مستخدمو الإنترنت: 2,233,000 مستخدم؛ 68.1٪ من السكان (2020).
- النطاق العريض الثابت: 115.561 اشتراكًا، المركز 98 في العالم؛ 3.6 ٪ من السكان، المرتبة 114 في العالم (2012).
- النطاق العريض المتنقل: 848391 اشتراكًا، يحتل المرتبة 75 في العالم 26.7 ٪ من السكان، المرتبة 61 في العالم (2012).
- مضيفو الإنترنت: 20,084 مضيفًا، المرتبة 118 في العالم (2012).
- نطاق المستوى الأعلى لمنغوليا هو " .mn ".

### مزودي خدمة الإنترنت (ISPs)
الموفرون الرئيسيون
- يونيتيل
- NETCOM شبكة اتصالات المعلومات
- جيمنيت
- شركة موبيكوم
- شبكات MT

الموفرون الفرعيون
- يونفيسيون [MCSCom]
- بولد سوفت
- ديجيكوم (FTTB)
- موبينيت
- ماجيك نت
- ميكوم
- بوديكوم
- سكاي ميديا [SkyC & C]
- يوكوزونانيت
- سيتينيت
- هومينت
- جي موبيلنيت

مزودي خدمة الأقمار الصناعية
- توفر DDishTV LLC اتصالات الإنترنت عبر VSAT ، خاصة في المناطق الريفية في منغوليا.
- تقدم Incomnet LLC ، خدمات شبكة اتصالات البيانات في جميع أنحاء منغوليا، فضلاً عن خدمات الاتصال الهاتفي عبر الأقمار الصناعية وخدمات الإنترنت عبر الأقمار الصناعية في المناطق النائية منذ إنشائها في عام 2001.
- Isatcom LLC ، مزود الأقمار الصناعية الوطني في منغوليا، يوفر اتصالات الإنترنت VSAT ، وشبكة VPN للمنظمات في المناطق الريفية في منغوليا، منذ إنشائها في عام 2004. تشارك أيضًا في بيع معدات الطاقة الشمسية.

### مبادرات الإنترنت
وقد أنشئت مراكز لخدمات معلومات المواطنين في أولان باتور  وستة مراكز لليماغ مجهزة  للسماح للسكان الريفيين الرحل بالوصول إلى الإنترنت.
وتوفر العديد من المكتبات  والمدارس  إمكانية الوصول إلى الإنترنت، بما في ذلك بعض مقدمي خدمات الهاتف المحمول الذين يتنقلون بين سكان الريف.
لدى بنك التنمية الآسيوي  مبادرة لتطوير تكنولوجيات المعلومات والاتصالات «لتعزيز فرص الحصول على تعليم عالي الجودة لسكان المناطق النائية في منغوليا، من خلال منحة مساعدة تمت الموافقة عليها بمبلغ مليون دولار أمريكي».  والهدف هو الاستفادة من أحدث التقنيات لتحسين الوصول إلى المعلومات لحوالي 10,000 طالب في 36 مدرسة.

### الرقابة على الإنترنت والمراقبة
لا توجد قيود حكومية على الوصول إلى الإنترنت. يحظر القانون الجنائي والدستور التدخل التعسفي في الخصوصية أو الأسرة أو المنزل أو المراسلات، ومع ذلك، هناك تقارير عن المراقبة  الحكومية والتنصت على المكالمات الهاتفية ومراقبة حساب البريد الإلكتروني. ويشارك الأفراد والجماعات في التعبير السلمي عن آرائهم عبر الإنترنت، بما في ذلك عن طريق البريد الإلكتروني.  وتعرقل قوانين التشهير التي تفرض عقوبات مدنية وجنائية بشدة انتقاد المسؤولين الحكوميين. وعلاوة على ذلك، في عام 2014 نشرت لجنة تنظيم الاتصالات المنغولية قائمة تصل إلى 774 كلمة وعبارة، يحظر استخدامها على المواقع المحلية.
الرقابة على الإعلام محظورة في منغوليا بموجب قانون حرية الإعلام لعام 1998، لكن في عام 1995 اصدر قانون أسرار الدولة الذي يضيق بشدة من الوصول إلى المعلومات الحكومية. وبعد حملة دامت ثماني سنوات قام بها نشطاء، أقر البرلمان قانون شفافية المعلومات والحق في الحصول على المعلومات في يونيو 2011، دخل التشريع حيز التنفيذ في ديسمبر 2011. ولا يزال مستخدمي الإنترنت يشعرون بالقلق إزاء لائحة صادرة في فبراير 2011، وهي «الشروط والمتطلبات العامة بشأن المحتوى الرقمي»، التي وضعتها لجنة تنظيم الاتصالات (CRC) تقيد المحتوى الفاحش وغير اللائق دون تعريفه صراحة وتتطلب من المواقع الشبكية الشعبية أن تجعل عناوين بروتوكول الإنترنت لمستخدميها مرئية للجمهور. إنتاج أو بيع أو عرض جميع المواد الإباحية غير قانوني ويعاقب عليه بالسجن لمدة تصل إلى ثلاثة أشهر.
في حين لا توجد رقابة رسمية من قبل الحكومة، يشكو الصحفيون في كثير من الأحيان من المضايقات والترهيب.

## البريد
البريد المنغولي هي خدمة بريدية مملوكة للدولة في منغوليا.

## روابط خارجية
- تليكوم منغوليا ، شركة الاتصالات الوطنية.
- Incomnet LLC ، الشركة الوطنية للاتصالات الفضائية.